# Dhaubadi
Dhaubadi (en népalais : धौबादी) est un comité de développement villageois du Népal situé dans le district de Nawalparasi. Au recensement de 2011, il comptait 5 985 habitants.